# Tage der Rache
Tage der Rache ist ein Fernsehfilm der ARD. Ein Verbrecher möchte sich an einem für seine harten Methoden bekannten Londoner Polizeiinspektor rächen und entführt dessen kleinen Sohn. Die Verhandlungen mit dem Entführer entwickeln sich zu einem Psychokrieg. Der Film wurde 1970 produziert und als Zweiteiler am 30. und 31. März ausgestrahlt.

## Handlung
Der Londoner Kriminalinspektor Mitchell, genannt „Mitch“, verfolgt die Verbrecher mit gnadenloser Konsequenz. Sein Hass auf sie wird in der Unterwelt leidenschaftlich erwidert. Eines Tages wird sein kleiner Sohn Ken entführt. Ein Unbekannter quält Mitch und dessen Frau Ann in der Folge mit beängstigenden Telefonanrufen. Offensichtlich geht es ihm nicht um Geld, er möchte Mitch leiden sehen und will Rache. So übermittelt er den besorgten Eltern das Bibelzitat "Denn das sind die Tage der Rache ..." (Lk 21,22 ). Die Suche nach dem Entführer gestaltet sich als sehr schwierig, denn dieser stellt seine Forderungen: Abzug aller Polizisten, keine weiteren Fahndungen und sofortige Einstellung eines brisanten Falles.

## Hintergrund
Tage der Rache ist eine Neuverfilmung einer sehr erfolgreichen BBC-Produktion mit dem Titel The Days Of Vengeance aus dem Jahr 1960. Das ursprüngliche Drehbuch von Ted Willis und Edward J. Mason wurde von Peter Badenberg ins Deutsche übertragen und angepasst.

## DVD-Veröffentlichung
Studio Hamburg Enterprises veröffentlichte Tage der Rache am 10. Januar 2011 in einer Komplettbox zusammen mit den Fernsehfilmen Banktresor 713, Nebel und Die letzten Ferien innerhalb der Reihe Straßenfeger.